# Portretul unui bărbat (Velázquez)
Portretul unui bărbat este o pictură în ulei pe pânză realizată de pictorul spaniol Diego Velázquez. A fost pictată în perioada 1630-1635. Pictura se află în colecția Metropolitan Museum of Art din New York. Pentru o lungă perioadă de timp a existat o incertitudine în legătură cu autorul său, dar recent Portretul unui bărbat i-a fost atribuit lui Diego Velázquez.

## Istorie
Portretul unui bărbat a aparținut odată contelui Johann Ludwig, Reichsgraf von Wallmoden-Gimborn, fiul nelegitim al lui George al II-lea al Marii Britanii. Tabloul a fost deținut ulterior de Joseph Duveen, care l-a vândut lui Jules Bache în 1926 pentru 1,125 milioane dolari, înțelegând că era un Velázquez autentic. [1] Bache a lăsat pictura către Metropolitan Museum of Art în 1949. Întunecat și decolorat de lac, tabloul a fost restaurat și curățat în 1953 și din nou în 1965, totuși în anii 1960 un ucenic l-a atribuit atelierului lui Velázquez, o judecată cu care muzeul a fost de acord în 1979.
În 2009, ca urmare a celei mai recente curățări realizate de Michael Gallagher de la Departamentul de Conservare a muzeului, s-a dovedit că nuanțele de verzui sunt gri și s-au descoperit detalii fine ale stilului lui Velázquez care a făcut ca muzeul să atribuie lucrarea lui Velázquez. În spusele istoricului de artă Jonathan Brown, autoritatea principală a țării asupra lucrărilor lui Velázquez, „A fost necesară o singură privire... Pictura s-a aflat sub privirea mea toată viața. Este o descoperire fantastică. Apare brusc asemănător modului în care a apărut Cenușăreasa.”